# Upsilon Carinae
Upsilon Carinae (160 Carinae) é uma estrela binária na direção da constelação de Carina. Possui uma ascensão reta de 09h 47m 06.14s e uma declinação de −65° 04′ 19.3″. Sua magnitude aparente é igual a 2.92. Considerando sua distância de 1622 anos-luz em relação à Terra, sua magnitude absoluta é igual a −5.56. Pertence à classe espectral A9.